# Хоп (мережі)

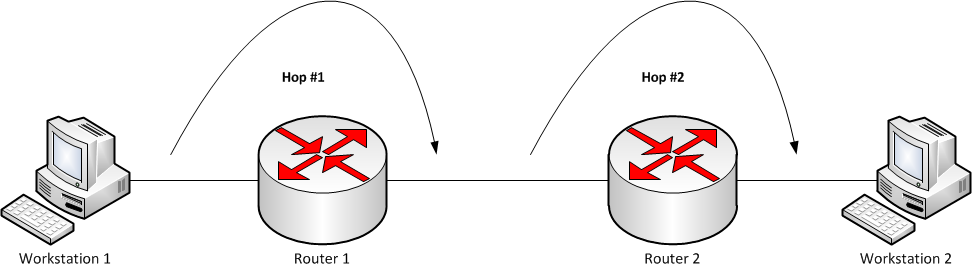
Ілюстрація двох хопів в дротовій мережі.

Хоп (англ. hop, стрибок) — етап передачі мережевого пакету (або датаграми) між хостами (вузлами) мережі. Зазвичай використовується в контекстів «відстані» (кількості хопів, англ. hop count) між передавачем і приймачем. Кількість хопів дорівнює кількості мережевих пристроїв через які проходять дані при передачі (залежно від протоколу маршрутизації, ця кількість може включати передавач чи приймач, тобто перший хоп може нумеруватись як хоп 0 або як хоп 1).
Оскільки передача пакета зазвичай здійснюється менш, ніж за секунду, параметр TTL зменшується на кожному вузлі маршруту не менше, ніж на одиницю, і зазвичай зменшується на число хопів.

## Тунелі
За наявності в мережі тунелів (наприклад, VPN) зв'язок між двома хостами, між якими розташовано багато вузлів, здійснюється за один хоп(вузол відправник — початок тунелю, вузол одержувач — кінець), що може призводити до порушень в нормальній маршрутизації пакетів пристроями, які вибирають найкоротший шлях, незважаючи на можливість наявності тунелювання.

## Зноски
1. ↑  Comer, Douglas (2014). Internetworking with TCP/IP. Volume one (вид. Sixth). Harlow. с. 294 (footnotes). ISBN 978-1-292-05623-4. OCLC 971612806.